# Parigi-Nizza 1975
La Parigi-Nizza 1975, trentatreesima edizione della corsa, si svolse dal 9 al 16 marzo 1975 su un percorso di 1 318 km ripartiti in sette tappe (la sesta e la settima suddivise in due semitappe) più un cronoprologo. Fu vinta dall'olandese Joop Zoetemelk che si impose in 34h32'29", davanti al belga Eddy Merckx e all'olandese Gerrie Knetemann.

## Tappe
| Tappa  | Data     | Percorso                                   | km    | Vincitore di tappa | Leader cl. generale |
| ------ | -------- | ------------------------------------------ | ----- | ------------------ | ------------------- |
| Prol.  | 9 marzo  | Fontenay-sous-Bois (cron. individuale)     | 1,7   | Eddy Merckx        | Eddy Merckx         |
| 1ª     | 10 marzo | Évry > Saint-Doulchard                     | 238   | Eric Leman         | Cyrille Guimard     |
| 2ª     | 11 marzo | La Guerche > Beaune                        | 209   | Freddy Maertens    | Cyrille Guimard     |
| 3ª     | 12 marzo | Cuisery > Saint-Étienne                    | 234   | Franco Bitossi     | Freddy Maertens     |
| 4ª     | 13 marzo | Saint-Étienne > Orange                     | 223   | Jacques Esclassan  | Franco Bitossi      |
| 5ª     | 14 marzo | Orange > Saint-Rémy-de-Provence            | 166   | Eddy Merckx        | Joop Zoetemelk      |
| 6ª-1ª  | 15 marzo | Ollioules > Mont Faron (cron. individuale) | 13,8  | Joop Zoetemelk     | Joop Zoetemelk      |
| 6ª-2ª  | 15 marzo | Tolone > Draguignan                        | 117   | Raymond Delisle    | Joop Zoetemelk      |
| 7ª-1ª  | 16 marzo | Seillans > Nizza                           | 106   | Raymond Delisle    | Joop Zoetemelk      |
| 7ª-2ª  | 16 marzo | Nizza > Col d'Èze (cron. individuale)      | 9,5   | Joop Zoetemelk     | Joop Zoetemelk      |
| Totale | Totale   | Totale                                     | 1 318 |                    |                     |

## Dettagli delle tappe

### Prologo
- 9 marzo: Fontenay-sous-Bois > Fontenay-sous-Bois (cron. individuale) – 1 km

| Pos. | Corridore        | Squadra   | Tempo |
| ---- | ---------------- | --------- | ----- |
| 1    | Eddy Merckx      | Molteni   | 2'42" |
| 2    | Gerrie Knetemann | Gan       | a 1"  |
| 3    | Cyrille Guimard  | Carpenter | a 2"  |

| Pos. | Corridore        | Squadra   | Tempo |
| ---- | ---------------- | --------- | ----- |
| 1    | Eddy Merckx      | Molteni   | 2'42" |
| 2    | Gerrie Knetemann | Gan       | a 1"  |
| 3    | Cyrille Guimard  | Carpenter | a 2"  |

### 1ª tappa
- 10 marzo: Évry > Saint-Doulchard – 238 km

| Pos. | Corridore         | Squadra   | Tempo    |
| ---- | ----------------- | --------- | -------- |
| 1    | Eric Leman        | Miko      | 6h21'06" |
| 2    | Cyrille Guimard   | Carpenter | s.t.     |
| 3    | Jacques Esclassan | Peugeot   | s.t.     |

| Pos. | Corridore       | Squadra   | Tempo |
| ---- | --------------- | --------- | ----- |
| 1    | Cyrille Guimard | Carpenter |       |

### 2ª tappa
- 11 marzo: La Guerche > Beaune – 209 km

| Pos. | Corridore            | Squadra   | Tempo    |
| ---- | -------------------- | --------- | -------- |
| 1    | Freddy Maertens      | Carpenter | 5h45'31" |
| 2    | Gerben Karstens      | Gitane    | s.t.     |
| 3    | Jean-P. Danguillaume | Peugeot   | s.t.     |

| Pos. | Corridore       | Squadra   | Tempo |
| ---- | --------------- | --------- | ----- |
| 1    | Cyrille Guimard | Carpenter |       |

### 3ª tappa
- 12 marzo: Cuisery > Saint-Étienne – 234 km

| Pos. | Corridore         | Squadra   | Tempo    |
| ---- | ----------------- | --------- | -------- |
| 1    | Franco Bitossi    | Scic      | 6h10'11" |
| 2    | Jacques Esclassan | Peugeot   | s.t.     |
| 3    | Freddy Maertens   | Carpenter | s.t.     |

| Pos. | Corridore       | Squadra   | Tempo |
| ---- | --------------- | --------- | ----- |
| 1    | Freddy Maertens | Carpenter |       |

### 4ª tappa
- 13 marzo: Saint-Étienne > Orange – 223 km

| Pos. | Corridore         | Squadra   | Tempo    |
| ---- | ----------------- | --------- | -------- |
| 1    | Jacques Esclassan | Peugeot   | 5h09'47" |
| 2    | Franco Bitossi    | Scic      | s.t.     |
| 3    | Cyrille Guimard   | Carpenter | s.t.     |

| Pos. | Corridore      | Squadra | Tempo |
| ---- | -------------- | ------- | ----- |
| 1    | Franco Bitossi | Scic    |       |

### 5ª tappa
- 14 marzo: Orange > Saint-Rémy-de-Provence – 166 km

| Pos. | Corridore       | Squadra   | Tempo |
| ---- | --------------- | --------- | ----- |
| 1    | Eddy Merckx     | Molteni   |       |
| 2    | Freddy Maertens | Carpenter |       |
| 3    | André Dierickx  | Rokado    |       |

| Pos. | Corridore      | Squadra | Tempo |
| ---- | -------------- | ------- | ----- |
| 1    | Joop Zoetemelk | Gan     |       |

### 6ª tappa - 1ª semitappa
- 15 marzo: Ollioules > Mont Faron (cron. individuale) – 13 km

| Pos. | Corridore                | Squadra | Tempo  |
| ---- | ------------------------ | ------- | ------ |
| 1    | Joop Zoetemelk           | Gan     | 26'40" |
| 2    | Raymond Delisle          | Peugeot | a 30"  |
| 3    | Gianbattista Baronchelli | Scic    | a 33"  |

| Pos. | Corridore      | Squadra | Tempo |
| ---- | -------------- | ------- | ----- |
| 1    | Joop Zoetemelk | Gan     |       |

### 6ª tappa - 2ª semitappa
- 15 marzo: Tolone > Draguignan – 117 km

| Pos. | Corridore       | Squadra   | Tempo    |
| ---- | --------------- | --------- | -------- |
| 1    | Raymond Delisle | Peugeot   | 3h06'53" |
| 2    | Freddy Maertens | Carpenter | a 12"    |
| 3    | Eddy Merckx     | Molteni   | s.t.     |

| Pos. | Corridore      | Squadra | Tempo |
| ---- | -------------- | ------- | ----- |
| 1    | Joop Zoetemelk | Gan     |       |

### 7ª tappa - 1ª semitappa
- 16 marzo: Seillans > Nizza – 106 km

| Pos. | Corridore        | Squadra   | Tempo    |
| ---- | ---------------- | --------- | -------- |
| 1    | Raymond Delisle  | Peugeot   | 2h41'31" |
| 2    | Domingo Perurena | KAS       | a 1'20"  |
| 3    | Graeme Gilmore   | Ijsboerke | s.t.     |

| Pos. | Corridore      | Squadra | Tempo |
| ---- | -------------- | ------- | ----- |
| 1    | Joop Zoetemelk | Gan     |       |
| 2    | Joop Zoetemelk | Gan     |       |

### 7ª tappa - 2ª semitappa
- 16 marzo: Nizza > Col d'Èze (cron. individuale) – 9 km

| Pos. | Corridore        | Squadra | Tempo  |
| ---- | ---------------- | ------- | ------ |
| 1    | Joop Zoetemelk   | Gan     | 20'59" |
| 2    | Joop Zoetemelk   | Gan     | s.t.   |
| 3    | Gerrie Knetemann | Gan     | a 28"  |

| Pos. | Corridore        | Squadra | Tempo |
| ---- | ---------------- | ------- | ----- |
| 1    | Joop Zoetemelk   | Gan     |       |
| 2    | Eddy Merckx      | Molteni |       |
| 3    | Gerrie Knetemann | Gan     |       |

## Classifiche finali

### Classifica generale
| Pos. | Corridore                | Squadra     | Tempo |
| ---- | ------------------------ | ----------- | ----- |
| 1    | Joop Zoetemelk           | Gan-Mercier |       |
| 2    | Eddy Merckx              | Molteni     |       |
| 3    | Gerrie Knetemann         | Gan-Mercier |       |
| 4    | Gianbattista Baronchelli | Scic        |       |
| 5    | Freddy Maertens          | Carpenter   |       |
| 6    | Dietrich Thurau          | TI-Raleigh  |       |
| 7    | Bernard Hinault          | Gitane      |       |
| 8    | Joseph Bruyère           | Molteni     |       |
| 9    | Luis Ocaña               | Super Ser   |       |
| 10   | Sylvain Vasseur          | Super Ser   |       |